# Dobrica Ćosić
Pour les articles homonymes, voir Ćosić.
Dobrica Ćosić, ou Dobritsa Tchossitch (en serbe cyrillique Добрица Ћосић), né le 29 décembre 1921 à Velika Drenova dans le royaume des Serbes, Croates et Slovènes et mort à 92 ans, le 18 mai 2014 à Belgrade en Serbie, est un homme d'État et un écrivain serbe. Il fut le premier président de la république fédérale de Yougoslavie du 15 juin 1992 au 1er juin 1993. Ses admirateurs le considèrent comme un patriote, ses adversaires le considèrent comme un nationaliste ; lui, préfère se définir comme un homme animé par un patriotisme humaniste et démocratique.

## Biographie
En 1939, Dobrica Ćosić rejoint les jeunesses communistes à Negotin. 
En avril 1941, quand l’Allemagne nazie envahit la Yougoslavie, la faisant entrer dans la Seconde Guerre mondiale, Ćosić combat en tant que résistant communiste aux côtés de Tito. 
Après la guerre, il occupe de hautes fonctions dans l’État, en participant notamment à la Commission pour l’agitation et la propagande, puis en devenant représentant de sa région natale. 
Après 1963, au moment où Tito envisage une décentralisation en Yougoslavie, il considère que la population serbe du pays est en danger. En mai 1968, devant le plénum de la Ligue des communistes de Serbie, il prononce un discours dans lequel il condamne la politique yougoslave en faveur des nationalités. Il s’oppose particulièrement à une plus grande autonomie du Kosovo et de la Voïvodine. 
En 1968, désormais considéré comme un dissident en raison de son nationalisme serbe, Dobrica Ćosić est exclu de la Ligue des communistes et placé en résidence surveillée. 
Dans les années 1980, après la mort de Tito, il continue à se faire l’avocat des populations serbes et est nommé « grand poète de la nation »[Par qui ?]. 
Poursuivant parallèlement sa carrière poétique, il devient membre de l'Académie serbe des sciences et des arts.
En 1989, il approuve l’élection de Slobodan Milošević, apparatchik communiste reconverti dans la défense des intérêts nationaux serbes, comme président de Serbie. En 1991, il appuie cette fois-ci l'ascension de Radovan Karadžić à la tête des Serbes de Bosnie, aux dépens d'une direction plus modérée (Srebrov).
Lorsque la guerre commence en 1991, il soutient fermement l’effort de guerre de la Serbie et refuse de condamner les très graves exactions commises contre les populations civiles croates et bosniaques qui provoquent l'indignation de l'opinion internationale et compromettent gravement l'image des Serbes et de la Serbie dans le monde.
En juin 1992, Dobrica Ćosić est élu président de la république fédérale de Yougoslavie, créée sur les territoires de la Serbie et du Monténégro et intégrant la Voïvodine et le Kosovo. Mais il est écarté par Slobodan Milošević dès l'année suivante après moins d'un an de mandat ; du reste, c'est Milošević qui exerce pendant cette période la réalité du pouvoir, avec l'appui d'une partie de l'ancienne armée yougoslave (JNA). Il n'en reste pas moins que celui qui se définit comme un « patriote humaniste et démocrate » aura accepté de présider une Yougoslavie réduite, aux heures les plus sombres d'une guerre qui a entraîné la mort de près de 150 000 Européens, en grande partie des civils.
En 2000, il rejoint l’organisation Otpor qui joue un rôle important dans la chute de Milošević en octobre de la même année. Mais par la suite, il déclare que « s'il avait su que Otpor était financé par des fonds étrangers, il ne l'aurait pas rejoint ».
Dobrica Ćosić est aussi le premier intellectuel serbe à prôner le partage du Kosovo entre Albanais et Macédoniens au Sud, et entre Albanais et Serbes au Nord. Il a été rejoint dans cette idée par Zoran Đinđić qui, à cause de son assassinat, n'a pu la mettre en pratique. En mai 2006, il reçoit le soutien de Noam Chomsky.
La maison d'édition L'Âge d'Homme contribue à diffuser l'œuvre de Dobrica Ćosić dans les pays francophones, et, d'une manière générale, les auteurs serbes.

## Ouvrages en français
- Un homme dans son époque, L'Âge d’Homme, 1991
- Racines, L’Âge d’Homme, 1992
- La Yougoslavie et la question serbe, L’Âge d’Homme, 1992
- L’effondrement de la Yougoslavie, L’Âge d’Homme, 1994
- L’Apocalypse, L’Âge d’Homme, 1999
- Une fable, L’Âge d’Homme, 2001

Dobrica Ćosić est également l’auteur d’une chronique familiale dont les héros, les Katic,  traversent le XXe siècle :
- Le Temps de la mort I et II, L'Âge d'Homme
- Le Temps du mal I (Le Pécheur et l'Hérétique) et II (Le Croyant), L’Âge d’Homme, 1990
- Le Temps du pouvoir, L'Âge d'Homme (en coédition avec de Fallois, 1996
- Le Temps de l'imposture ou le roman de Tito, L'Âge d'Homme, 2008